# 幸運数
幸運数（こううんすう、英: lucky number）とは、エラトステネスの篩に似た方法で選ばれる自然数である。

## 概要

幸運数篩をデモンストレーションするアニメーション。赤みがかったオレンジ色の背景の数字は幸運数。数字が除かれると、その背景が灰色から紫色に変わる。このアニメーションでは、以下の方法に沿って1から120までの幸運数を探している。

幸運数でない数を篩い落とす方法は以下の通りである。まず自然数の数列を書き出す。
```
1
, 2, 3, 4, 5, 6, 7, 8, 9, 10, 11, 12, 13, 14, 15, 16, 17, 18, 19, 20, 21, 22, 23, 24, 25, 26, 27, 28, 29, 30,
```

次にこの数列から 2n 番目の数（すなわち偶数）を除き（つまりそれこそが奇数の自然数の等差数列であるが）、数の順番を昇順に変えたまま、また数列を作る。
```
1,    
3
,    5,    7,    9,   11,   13,   15,   17,   19,   21,   23,   25,   27,   29,
```

ここで 2 番目の数である 3 は幸運数である。さらにこの数列から 3n 番目の数（すなわち{\displaystyle 6}で割った余りが5の数）を除き、同様に数列を作る。
```
1,    3,          
7
,    9,         13,   15,         19,   21,         25,   27,
```

ここで 3 番目の数である 7 も幸運数となる。次にこの数列から 7n 番目の数（すなわち{\displaystyle \operatorname {lcm} (6,7)=42}で割った余りが19または39の数）を除き数列を作ると
```
1,    3,          7,    
9
,         13,   15,               21,         25,   27,
```

この段階で 4 番目の数である 9 は幸運数となる。次は 9n 番目の数（すなわち{\displaystyle \operatorname {lcm} (6,7,9)=126}で割った余りが27,57,91または121の数）を除き、以下同様に無限にこの操作を続ける。そうして取り除く数を増やしていっても残る数が幸運数である。
幸運数は無数に存在し、そのうち最小の数は 1 である。幸運数を 1 から小さい順に列記すると
1, 3, 7, 9, 13, 15, 21, 25, 31, 33, 37, 43, 49, 51, 63, 67, 69, 73, 75, 79, 87, 93, 99, …（オンライン整数列大辞典の数列 A000959）
幸運数はポーランドの数学者スタニスワフ・ウラムによって1955年ごろに提案された。「幸運」というのは歴史家のフラウィウス・ヨセフスの逸話「ヨセフスの問題」にかけた意味である。
幸運数は素数と性質を共有する部分がある。幸運数の表れ方は素数定理に近いものがあり、ゴールドバッハの予想は幸運数に対しても拡張される。つまり「4 以上の偶数は 2 個の幸運数の和として表せる」という予想が考えられる。
幸運数かつ素数な数（lucky prime）が無数に存在するかどうかは分かっていない。lucky prime を小さい順に列記すると
3, 7, 13, 31, 37, 43, 67, 73, 79, 127, 151, 163, 193, …（オンライン整数列大辞典の数列 A031157）